# Зоогеографија
Зоогеографија је грана зоологије и биогеографије. Назив јој потиче од грчких речи zoon – животиња, geo – Земља, и graphein – писати.

## Предмет проучавања
Зоогеографија се бави проучавањем географске распрострањености животиња, како у данашње време, тако и у прошлости. Проучава савремене и историјске факторе и закономерности које одређују ту распрострањеност, а такође и геолошко простирање еколошких групација животиња.